# Hatoyama
Hatoyama (jap. 鳩山町 Hatoyama-machi) – miasto w Japonii, na wyspie Honsiu, w prefekturze Saitama. Według danych na rok 2020 miejscowość zamieszkiwało 13 560 mieszkańców , a gęstość zaludnienia wyniosła 527 os./km².